# Pierrepont (Meurthe-et-Moselle)
Pierrepont [pjɛʁpɔ̃] ist eine französische Gemeinde mit 827 Einwohnern (Stand 1. Januar 2022) im Département Meurthe-et-Moselle in der Region Grand Est (bis 2015 Lothringen). Sie gehört zum Arrondissement Val-de-Briey und ist Mitglied im Gemeindeverband Communauté de communes Terre Lorraine du Longuyonnais. Die Bewohner werden Pierrepontais und Pierrepontaises genannt.

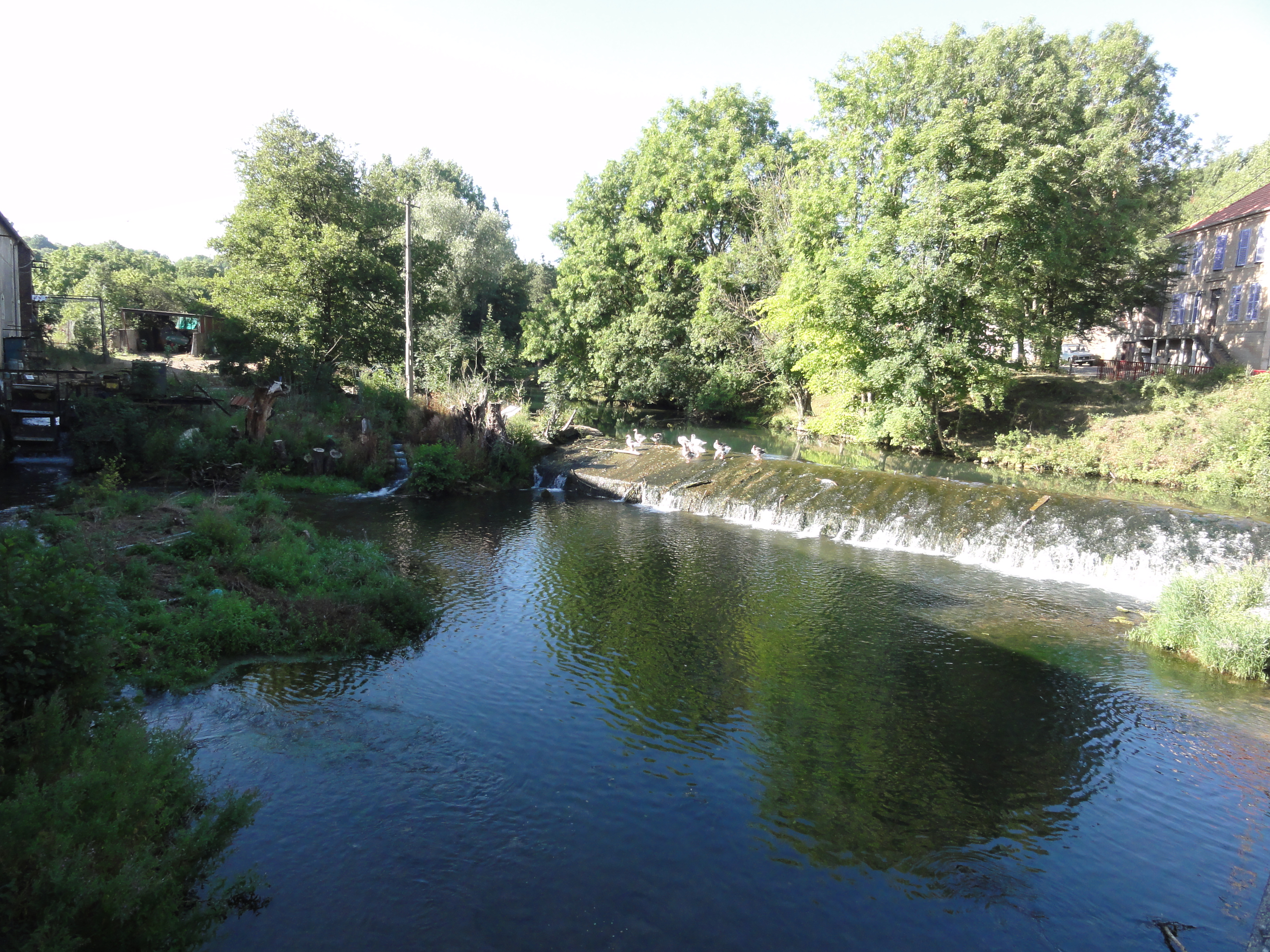
Die Crusnes bei Pierrepont

## Geografie
Pierrepont liegt im nördlichen Teil des Départements an der Grenze zum benachbarten Département Meuse an der Crusnes, einem Nebenfluss der Chiers, etwa 25 Kilometer nordnordwestlich von Val de Briey.
Umgeben wird Pierrepont von den sechs Nachbargemeinden:
| Beuveille                               | Doncourt-lès-Longuyon                       | Baslieux |
| Arrancy-sur-Crusnes (Département Meuse) | Kompassrose, die auf Nachbargemeinden zeigt |          |
|                                         | Han-devant-Pierrepont                       | Boismont |

## Geschichte

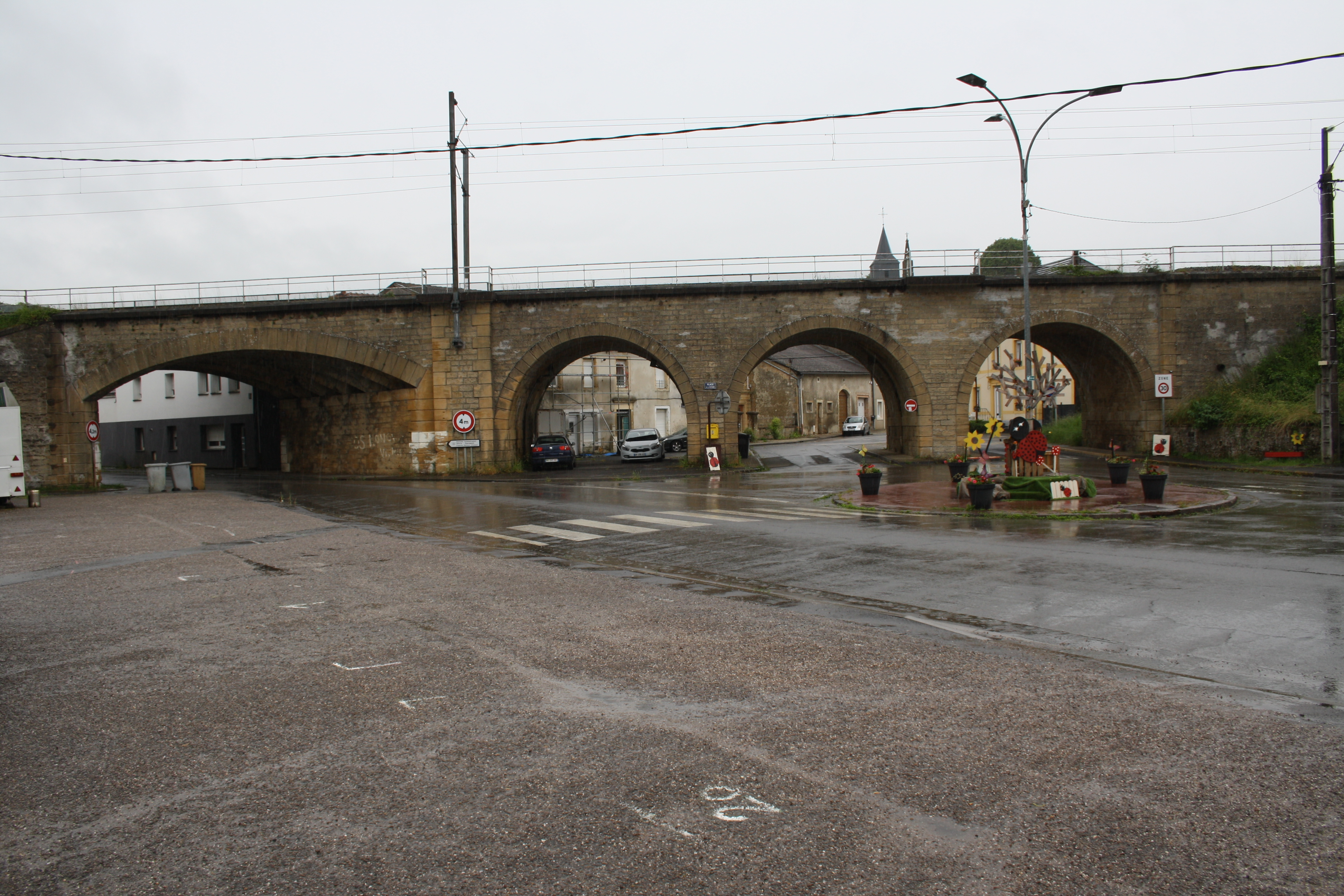
Viadukt der Bahnstrecke Mohon–Thionville an der Place de la Victoire

Während des Ersten Weltkriegs waren von 1915 bis 1918 in Pierrepont das Lazarett und der Friedhof, im Wald von Doncourt der Übungsplatz und in Beuveille die Mannschaftsquartiere des Rohrschen Sturm- und Lehr-Bataillons.
Auf dem deutschen Soldatenfriedhof wurden hauptsächlich die Toten des »Sturm-Bataillons Nr. 5 (Rohr)« begraben. Das Denkmal, in Gestalt eines die Toten bewachenden Löwen, wurde bereits während des Krieges errichtet und ist danach nicht beseitigt worden.

### Bevölkerungsentwicklung
| Jahr      | 1962 | 1968 | 1975 | 1982 | 1990 | 1999 | 2007 | 2019 |
| Einwohner | 1096 | 1115 | 1195 | 1173 | 1058 | 984  | 948  | 863  |

## Sehenswürdigkeiten
- Pfarrkirche Saint-Côme-Saint-Damien, erbaut 1769
- Neugotische Grabkapelle der Familie Seillière, errichtet in der Mitte des 19. Jahrhunderts vor der Pfarrkirche

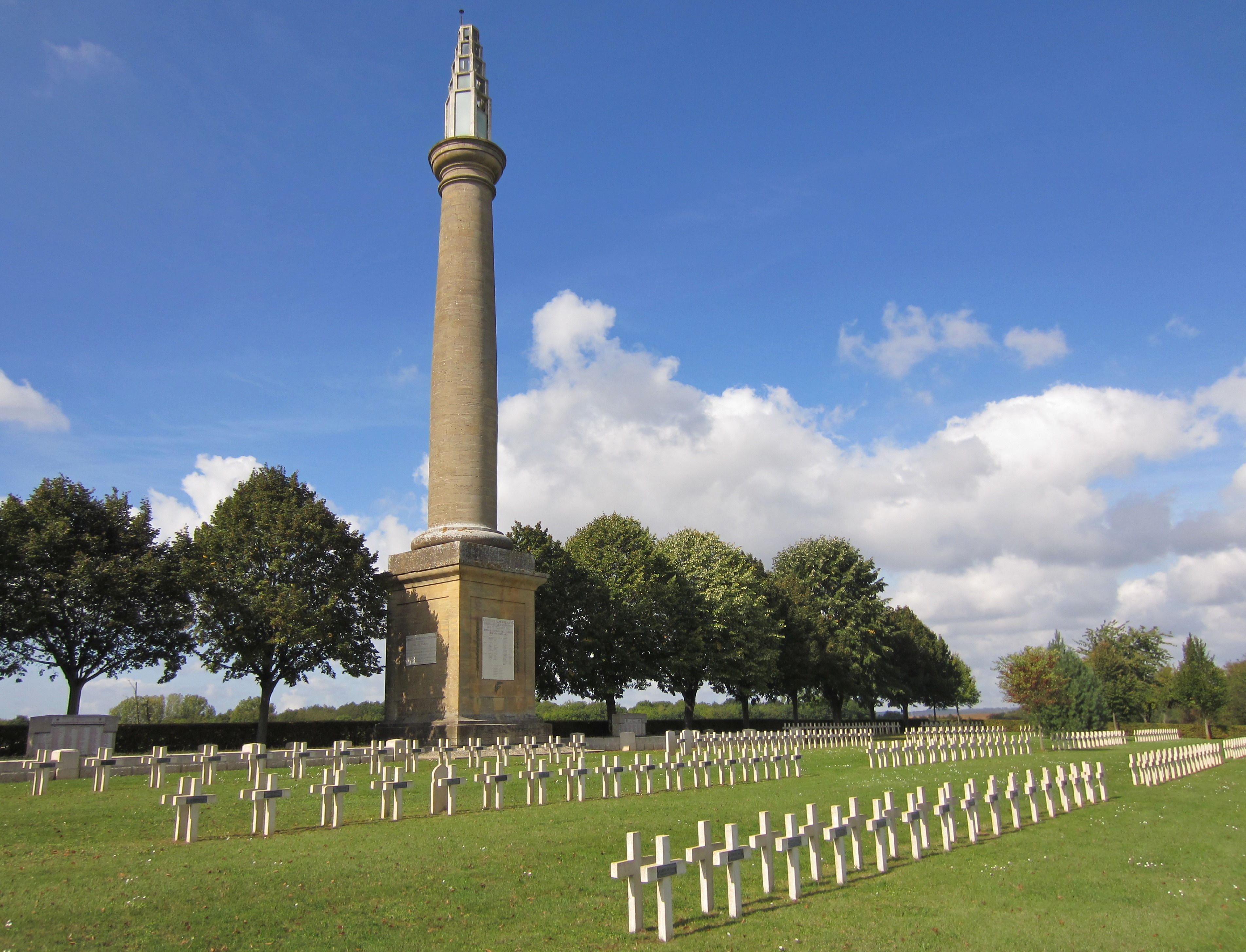
Alliierter Soldatenfriedhof
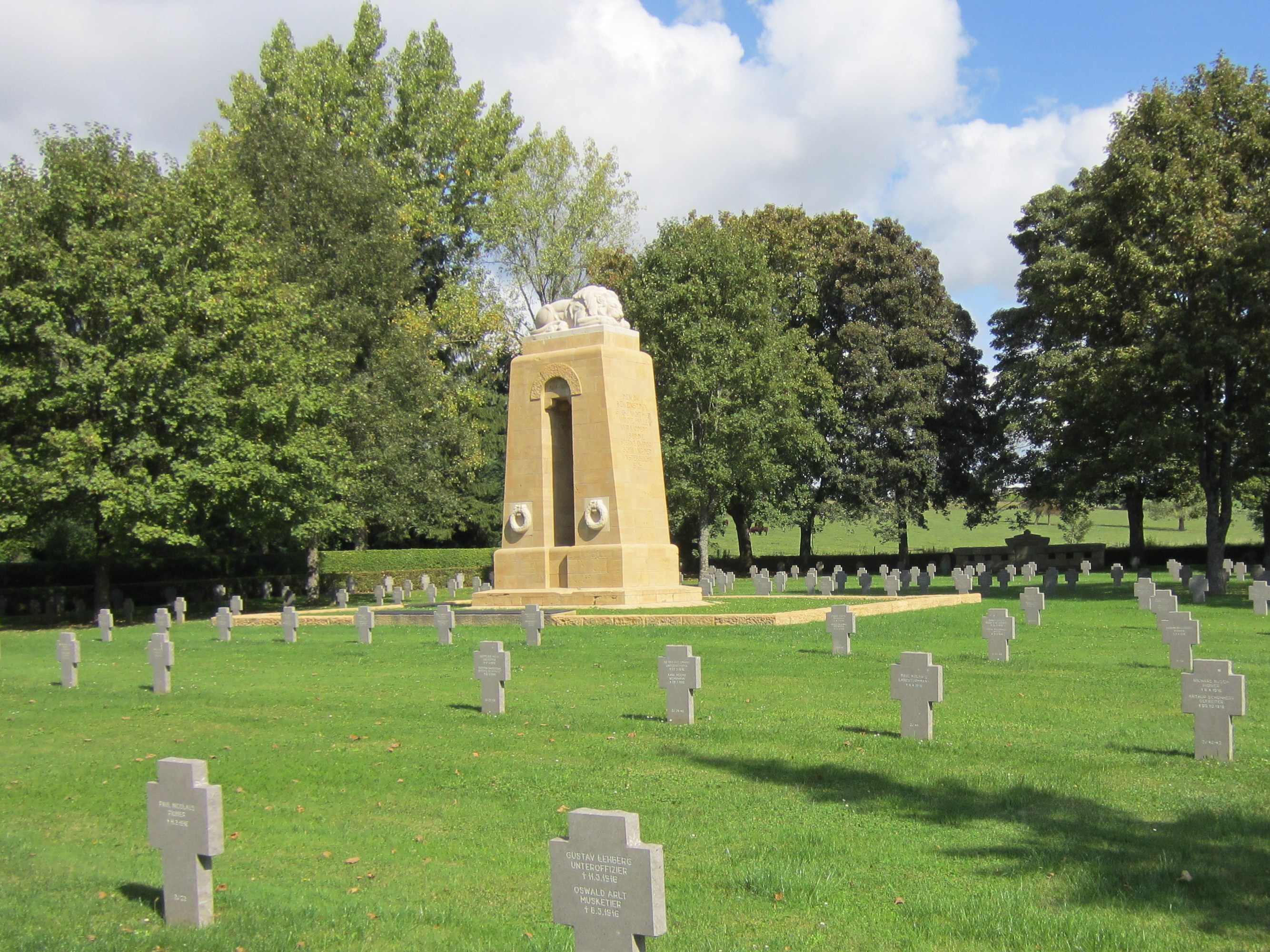
Deutscher Soldatenfriedhof
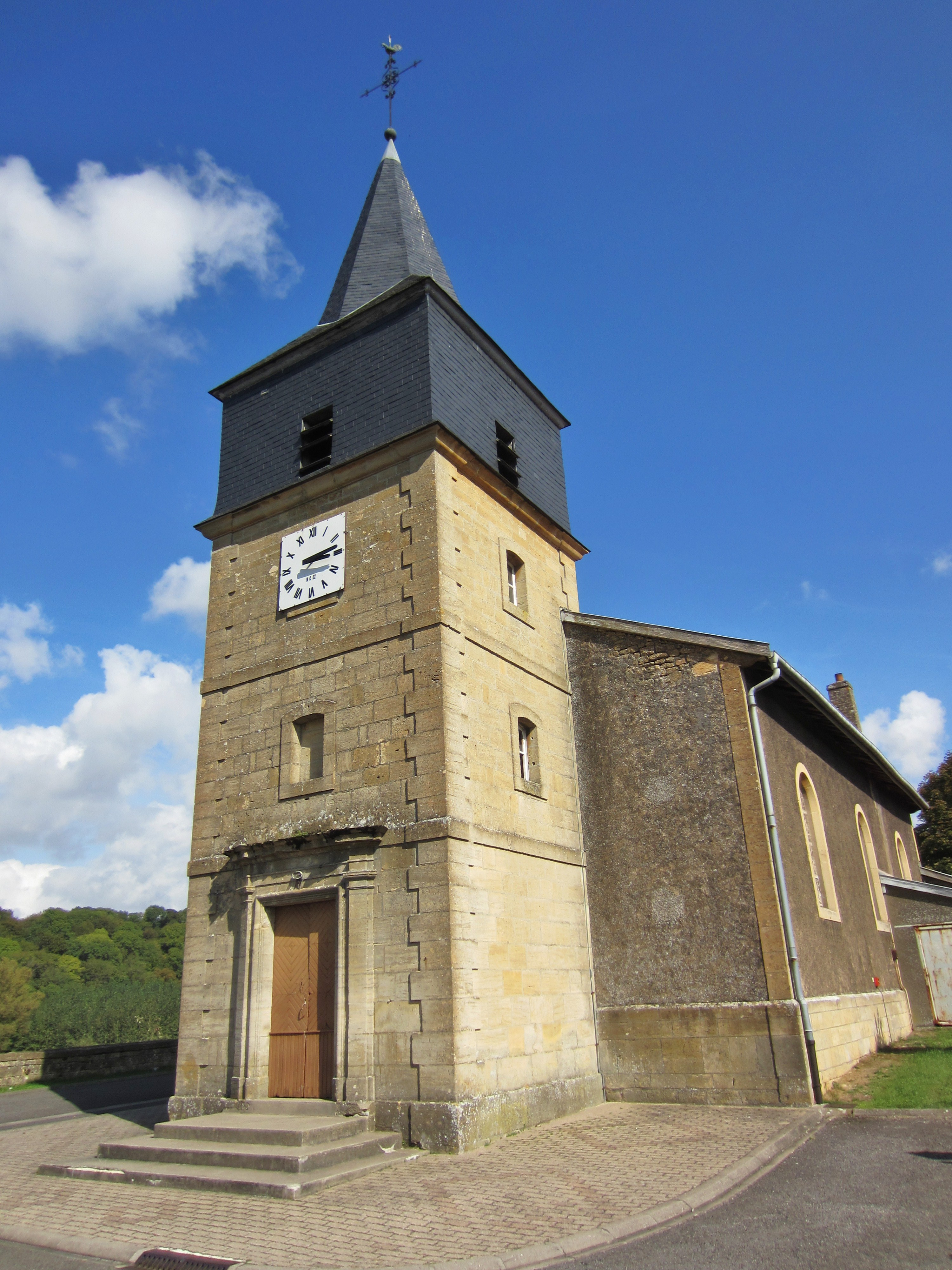
Pfarrkirche Saint-Côme und Saint-Damien
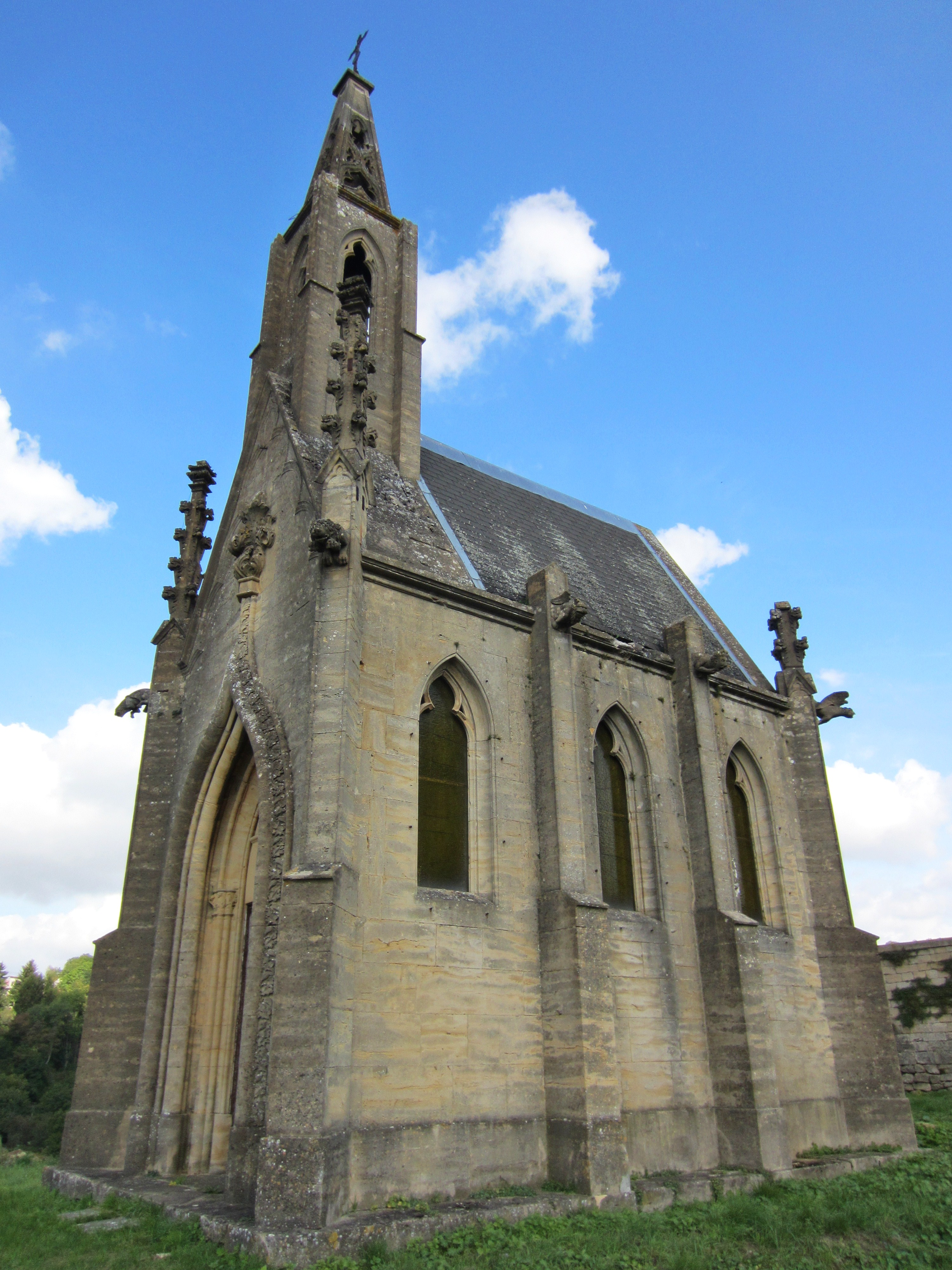
Grabkapelle der Familie Seillière

## Verkehr

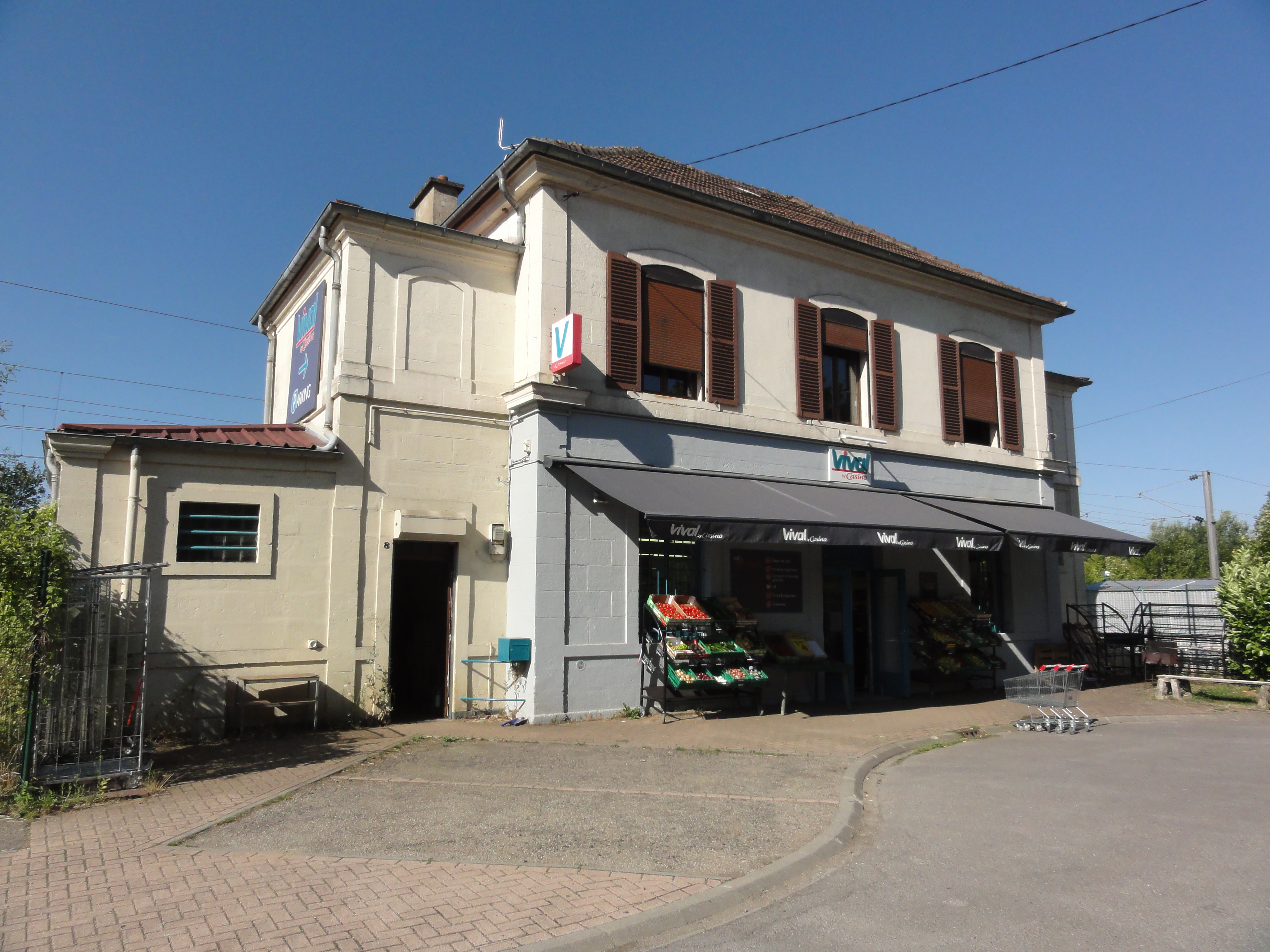
Umgenutztes ehemaliges Empfangsgebäude des Bahnhofs

Pierrepont hatte einen Bahnhof an der Bahnstrecke Mohon–Thionville, die 1863 den Ort von Montmédy her erreichte und im Jahr darauf nach Thionville verlängert wurde. Der Bahnhof wurde mittlerweile stillgelegt und abgebaut, die Züge passieren den Ort ohne Halt.
Durch den Ort verläuft die Departementsstraße D 643, von der die D 125 abgeht.